# 恩卡赫河畔诺伊基兴
恩卡赫河畔诺伊基兴是奥地利上奥地利州因河畔布劳瑙县的一个市镇。总面积33平方公里，总人口2083人，人口密度63.1人/平方公里（2005年）。